# Himmelssfären

Himmelssfären med himmelspolerna och himmelsekvatorn.

Jorden och himmelssfären med himmelsekvatorn och ekliptikan (röd).

Himmelssfären är en tänkt sfär, med godtycklig radie och betraktaren i centrum, på vars yta de olika himlakropparna tycks befinna sig. 
En betraktare på jordens yta ser bara halva himmelssfären i taget – den del som för tillfället befinner sig över horisonten. Solen rör sig under årets lopp längs en storcirkel runt himmelssfären – ekliptikan.
Om man tänker sig jordens ekvatorsplan utdraget tills det skär himmelssfären längs en storcirkel kallas denna storcirkel för himmelsekvatorn, och denna delar in himmelssfären i norra och södra stjärnhimlen.  Norra stjärnhimlen är den stjärnhimmel som är synlig för en betraktare på nordpolen och södra stjärnhimlen den stjärnhimmel som är synlig för en betraktare på sydpolen. 
Jordaxelns förlängning möter himlen i norra och södra himmelspolerna. Polstjärnan, även kallad Polaris eller Alfa Ursae Minoris, ligger nära den norra himmelspolen.  En motsvarande ljus stjärna på södra stjärnhimlen finns inte, men den ljussvaga stjärnan Sigma Octantis ligger nära den södra himmelspolen.
För betraktare på andra latituder på jorden är alltid delar av både norra och södra stjärnhimlen synliga. På ekvatorn kan hela himmelssfären ses, fast bara hälften åt gången.  På andra latituder än ekvatorn och polerna är det en del av himmelssfären runt ena himmelspolen som aldrig sjunker under horisonten – stjärnorna där kallas cirkumpolära.  En motsvarande del runt den andra himmelspolen kommer aldrig ovanför horisonten, och stjärnorna där kan aldrig ses från denna latitud.
Däremellan finns en zon av himmelssfären där stjärnorna går upp och ned.  Zonen med stjärnor som går upp och ned blir smalare ju närmare nordpolen eller sydpolen man kommer.  Är man norr om norra polcirkeln (eller söder om södra polcirkeln) blir denna zon tillräckligt smal, så att solen ibland blir cirkumpolär – då har man midnattssol.